# Аристиас, Константинос Кириакос
Константи́нос Кириа́кос Аристи́ас (греч. Κωνσταντίνος Κυριάκος Αριστίας, рум. Costache Aristia, 1800, Константинополь — 18 апреля 1880, Бухарест) — первый греческий и румынский профессиональный актёр, основатель румынского национального театра, румынский переводчик и писатель, греческий и румынский революционер XIX века.

## Биография
Аристиас родился в 1800 году в греческой семье Константинополя. По румынским источникам Аристиас родился в Бухаресте.
Окончил школу в Бухаресте.
В 1817 году дочь господаря Валахии Караджа, Раллу, основала в Бухаресте греческий театр. Греческие революционеры из тайного общества Филики Этерия увидели в театре идеологическое подспорье и косвенным образом влияли на его репертуар.
Аристиас, будучи студентом, сыграл в главных ролях спектаклей Брут Вольтера,Тимолеон Иоанниса Замбелиса, "Филипп II Альфьери, Витторио. Вдохновленный идеями Просвещения и идеей освобождения Греции от османского ига, Аристиас присоединился к Филики Этерия. С началом Греческой революции на территории Придунайских княжеств, в феврале 1821 года, Аристиас примкнул к повстанцам Александра Ипсиланти и вступил в «Священный корпус греческого студенчества». В сражении при Драгашани Аристиас был знаменосцем Корпуса и был одним из немногих выживших его бойцов.
После поражения этеристов, Аристиас был вынужден покинуть Валахию. Раллу Караджа послала его за свой счет во Францию, учиться актёрскому искусству у Тальма, Франсуа-Жозефа.
В 1825 году Аристиас выступил в спектаклях на греческом острове Керкира, бывшем тогда под британским контролем, организованных Ионической академией. В 1827 году Аристиас вернулся в Бухарест. Здесь он преподавал греческий и французский языки в Национальном колледже Св. Саввы. Аристиас связался с Ионом-Элиаде Радулеску и другими представителями интеллигенции и демократического революционного движения. В 1833 году он основал драматическую школу при филармонии, где он и преподавал. Этим Аристиас заложил основу профессионального кадрового румынского театра.
Параллельно с работой актёра Аристиас был переводчиком и писателем. Он перевёл на румынский язык Илиаду Гомера, а также Плутарха, Мольера, Альфьери и других авторов.
В 1840 году Аристиас отправился в Афины, при поддержке «Общества друзей драмы», чтобы основать актёрскую школу и дать жизнь новому греческому театру.
Встретив отрицательную реакцию баварского режима короля Оттона Аристиас вернулся в Бухарест.
В революции 1848 года, Аристиас принял участие в качестве полковника Национальной гвардии. После поражения революции, он отправился в изгнание и жил в Австрии, Франции, Турции и Греции. В 1851 году Аристиас смог вернуться в Румынию.
Константин Аристиас умер 18 апреля 1880 года в Бухаресте